# Gábor Haraszti
Gábor Haraszti är en ungersk kanotist.
Han tog bland annat VM-silver i C-2 10000 meter i samband med sprintvärldsmästerskapen i kanotsport 1974 i Mexico City.